# Martine Dugrenier

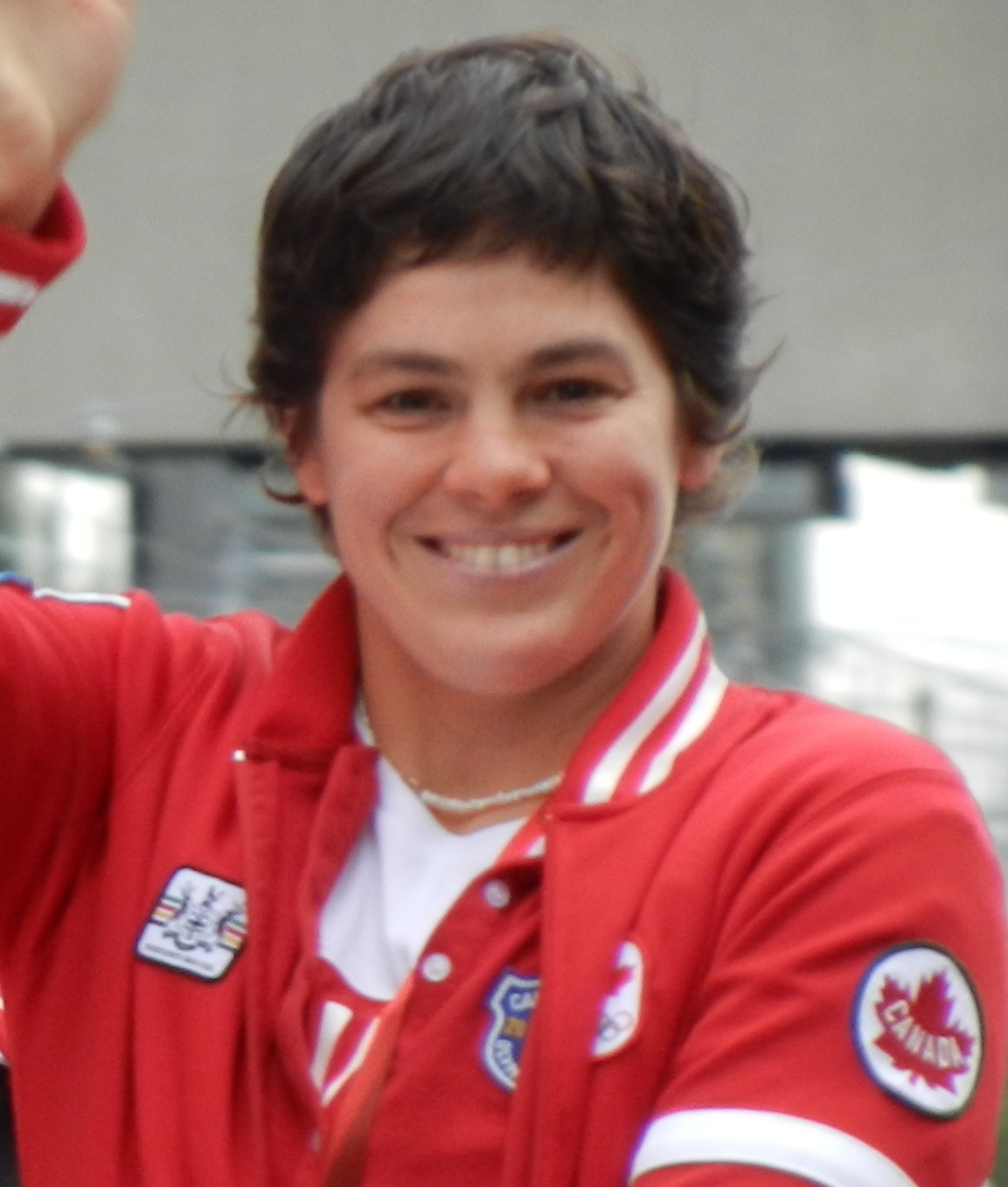
Martine Dugrenier, 2012

Martine Dugrenier (* 12. Juni 1979 in Montreal, Québec) ist eine kanadische Ringerin. Sie wurde von 2008 bis 2010 dreimal in Folge Weltmeisterin in der Gewichtsklasse bis 67 kg.

## Werdegang
Martine Dugrenier begann 1997 im Alter von 18 Jahren am Vanier College in Montreal mit dem Ringen. Sie studierte auch an der Concordia-University in Montreal und wurde Mitglied des Concordia-University Wrestling Club. Ferner gehört sie dem Montreal Wrestling Club an. Ihre Trainer waren bzw. sind Rob Moore und Victor Zilberman. Sie ist Lehrerin für Physik und wohnt in Laval, Quebec.
Im Jahr 2001 belegte sie bei der kanadischen Meisterschaft der Frauen in der Gewichtsklasse bis 68 kg, in der Christine Nordhagen Siegerin wurde, den 5. Platz. Im November 2001 gewann sie in der Gewichtsklasse bis 77 kg bei einem gut besetzten Einladungsturnier der Concordia-University. 2002 wurde sie dann erstmals kanadische Studenten-Meisterin und belegte bei der kanadischen Meisterschaft in der Gewichtsklasse bis 72 kg hinter Pam Wilson, aber vor Ohenewa Akuffo den 2. Platz. Kanadische Vizemeisterin wurde sie in der Gewichtsklasse bis 67 kg auch im Jahre 2003. Erstmals kanadische Meisterin wurde Martine Dugrenier dann im Jahre 2004. Danach gewann sie, immer in der Gewichtsklasse bis 67 kg, von 2005 bis 2011 noch weitere sieben kanadische Meistertitel in Folge.
2004 wurde sie in Łódź Universitäten-(Studenten-)Weltmeisterin in der Gewichtsklasse bis 67 kg, in der sie, mit Ausnahme der Olympischen Spiele 2008, immer startete, vor Monika Maj aus Polen und Waleria Slatowa aus der Ukraine. Das war ihr erster großer Erfolg auf der internationalen Ringermatte. Diese Erfolge setzten sich in den nächsten Jahren kontinuierlich fort. 2005 siegte sie bei den Commonwealth-Meisterschaften in Stellenbosch/Südafrika und wurde bei der Weltmeisterschaft in Budapest mit drei Siegen Vize-Weltmeisterin. Im Finale unterlag sie dabei gegen Meng Lili aus China mit 0:2 Runden und 2:5 Technikpunkten.
Im Jahre 2006 kam sie bei der Universitäten-WM in Ulaanbaatar hinter Gelegdschamtsyn Narantschimeg aus der Mongolei und Mami Shinkai aus Japan auf den 3. Platz. Bei der Weltmeisterschaft 2006 in Guangzhou/China kam sie wieder auf den 2. Platz. Dabei musste sich im Finale erneut einer Chinesin, Jing Ruixue, knapp nach Punkten geschlagen geben (0:2 Runden, 1:4 Punkte). Im Jahre 2007 wurde sie in San Salvador wieder Siegerin bei den Pan Amerikanischen Meisterschaften vor Elena Piroschkowa aus den Vereinigten Staaten und bei der Weltmeisterschaft 2007 in Baku stand sie wiederum im Finale und unterlag zum dritten Mal einer Chinesin, Jung Rui Xue, nach Punkten (0:2 Runden, 1:3 Punkte).
Im Jahre 2008 standen bei den Olympischen Spielen in Peking in vier Gewichtsklassen Frauenwettbewerbe auf dem Programm. Ihre angestammte Gewichtsklasse bis 67 kg war nicht dabei. Sie musste sich also entscheiden, ob sie, bei entsprechender Qualifikation, in der Gewichtsklasse bis 63 kg oder in der Gewichtsklasse bis 72 kg starten wollte. Sie entschied sich für das Abtrainieren, was ihr bei einer Größe von 1,65 Metern und einem „Normalgewicht“ von ca. 70 kg nicht leichtfiel. In Peking startete sie also in der Gewichtsklasse bis 63 kg, nachdem sie sich bei den kanadischen Olympia-Trials durchgesetzt hatte. Sie siegte in Peking in ihrem ersten Kampf sicher über Marianna Sastin aus Ungarn und in ihrem zweiten Kampf knapp mit 2:1 Runden, bei einem techn. Punktestand von 4:4 über die Chinesin Xu Haiyan. Anschließend verlor sie genauso knapp (1:2 Runden, 2:2 Punkte) gegen die vielfache japanische Weltmeisterin Kaori Icho. In diesem Kampf gewann zunächst sie eine Runde mit 1:0 Punkten, dann die Japanerin eine mit 1:0 Punkten und in der dritten Runde verlor Martine Dugrenier den Kampf nur dadurch, dass der Japanerin bei einer 1:0-Punkteführung von Dugrenier kurz vor Rundenschluss der 1:1-Punkteausgleich gelang und sie durch diese letzte Wertung auch die Runde und damit den Kampf gewann. Zu ihrem Unglück verlor Martine Dugrnier dann, geschwächt durch das Abtrainieren, auch noch den Kampf um die olympische Bronzemedaille gegen die US-Amerikanerin Randi Miller, wobei der Kampfausgang mit 1:2 Runden, bei 3:3 technischen Punkten genauso knapp war, wie im Kampf gegen Kaori Icho.
Im Jahre 2008 fanden dann in Tokio auch noch Weltmeisterschaften statt. Martine Dugrenier startete wieder in der Gewichtsklasse bis 67 kg und gewann dort mit vier Siegen erstmals den Weltmeistertitel, wobei sie mit Alexandra Boginskaja aus Kasachstan, Suman Kundu aus Indien, Kateryna Burmistrowa aus der Ukraine und Mami Shinkai vier erstklassige Gegnerinnen besiegen musste.
2009 verteidigte sie bei der Weltmeisterschaft in Herning/Dänemark ihren Titelgewinn vom Vorjahr und wurde erneut Weltmeisterin. Dabei besiegte sie Badrachyn Odontschimeg aus der Mongolei, Sumrud Gurbanhadschijewa aus Aserbaidschan, Kateryna Burmistrowa, Yoshiko Inoue aus Japan und Julija Bartnowskaja aus Russland. 2010 gewann sie dann bei der Weltmeisterschaft in Moskau ihren dritten Weltmeistertitel in Folge. Dabei besiegte sie Maja Gunvor Erlandsen aus Norwegen, Mami Shinkai, Ifeoma Iheanacho aus Nigeria und Jelena Schalygina aus Russland.
Martine Dugrenier wurde also bisher dreimal Weltmeisterin und dreimal Vize-Weltmeisterin in der Gewichtsklasse bis 67 kg. Was ihr aber noch fehlt, ist eine olympische Medaille. Sie wird deshalb sicherlich ihre Karriere bis zu den Olympischen Spielen 2012 in London fortsetzen.
2011 war sie bei der Weltmeisterschaft in Istanbul am Start. Sie kam aber in ihrer angestammten Gewichtsklasse dieses Mal nur auf den 7. Platz, weil sie nach einem Sieg über Tatjana Sacharowa aus Kasachstan gegen die Chinesin Shelok Dolma verlor und auch in ihrem ersten Trostrundenkampf gegen Adeline Gray aus den Vereinigten Staaten eine Niederlage hinnehmen musste.
Im Jahre 2012 trainierte sie dann in die olympische Gewichtsklasse bis 63 kg ab und holte sich bei einem Turnier in Kissimmee Orlando/USA mit einem Sieg vor Katherine Vidiaux Lopez aus Kuba die Startberechtigung bei den Olympischen Spielen in London. In London verlor sie gleich in ihrem ersten Kampf gegen die vielfache Weltmeisterin in dieser Gewichtsklasse Kaori Icho aus Japan. Da diese Olympiasiegerin wurde, konnte Martine Dugrenier in der Trostrunde weiterringen. Dort bezwang sie zunächst die Europameisterin 2012 Henna Johansson aus Schweden, verlor aber den entscheidenden Kampf um eine olympische Bronzemedaille gegen Sorondsonboldyn Battsetseg aus der Mongolei und verfehlte deshalb mit einem 5. Platz diese Medaille.
Für ihre Verdienste um den Ringersport wurde sie im August 2016 in die FILA International Wrestling Hall of Fame aufgenommen.

## Internationale Erfolge
| Jahr | Platz | Wettbewerb                                             | Gewichtsklasse | Ergebnis |
| 2002 | 3.    | Guelph-Open                                            | bis 72 kg      | hinter Ohenewa Akuffo und Pam Wilson, beide Kanada |
| 2003 | 2.    | Canada-Cup in Guelph                                   | bis 67 kg      | hinter Shannon Samler, vor Megan Buydens, beide Kanada |
| 2003 | 4.    | Welt-Cup in Tokio                                      | bis 67 kg      | hinter Kristie Marano, USA, Swetlana Martinenko, Russland und Norie Saito, Japan                                                                                         |
| 2003 | 1.    | Ontario-Cup                                            | bis 67 kg      | vor Sheri Hilliard, USA |
| 2004 | 1.    | Universitäten-WM in Lodz                               | bis 67 kg      | vor Monika Maj, Polen, Walentina Slatowa, Ukraine und Susan Köller, Deutschland                                                                                          |
| 2004 | 1.    | Austrian-Lady-Open in Götzis                           | bis 67 kg      | vor Benita Zarzecka, Polen und Julia Weiß, Deutschland |
| 2004 | 1.    | Sunkist-Kids-International Open in Tempe/Arizona       | bis 67 kg      | vor Catherine Downing, USA und Ali Bernard, Kanada |
| 2005 | 1.    | Guelph-Open                                            | bis 67 kg      | vor Megan Buydens und Katrina Pitwanikwat, beide Kanada |
| 2005 | 1.    | Klippan-Lady-Open                                      | bis 67 kg      | vor Catherine Downing, Sandra Stahl, Schweden und Julia Weiß |
| 2005 | 1.    | Canada-Cup in Guelph                                   | bis 67 kg      | vor Megan Buydens und Tara Hedican, beide Kanada |
| 2005 | 1.    | Commonwealth-Meisterschaften in Stellenbosch/Südafrika | bis 67 kg      | vor Sonja Coetzee, Südafrika und Anita, Indien |
| 2005 | 2.    | WM in Budapest                                         | bis 67 kg      | nach Siegen über Eri Sakamoto, Japan, Cathrine Downing und Ashlea McManus, Großbritannien und einer Niederlage gegen Meng Lili, China                                    |
| 2006 | 1.    | Guelph-Open                                            | bis 67 kg      | vor Stephany Howorun, und Jull McCullum, beide Kanada |
| 2006 | 1.    | Trofeo Milone in Faenza                                | bis 67 kg      | vor Grabowska, Polen |
| 2006 | 3.    | Universitäten-WM in Ulan-Bator                         | bis 67 kg      | hinter Gelegdschamtsyn Narantschimeg, Mongolei und Mami Shinkai, Japan                                                                                                   |
| 2006 | 2.    | WM in Guangzhou                                        | bis 67 kg      | nach Siegen über Waleria Slatowa, Eri Sakamoto und Elena Diana Mudrag, Rumänien und einer Niederlage gegen Jing Ruixue, China                                            |
| 2007 | 1.    | Golden-Grand-Prix in Tourcoing                         | bis 67 kg      | vor Cathrine Downing und Anna Schamowa, Russland |
| 2007 | 1.    | Pan Amerikanische Meisterschaften in San Salvador      | bis 67 kg      | vor Elena Piroschkowa, USA und Gloria Zavala Lugo, Venezuela |
| 2007 | 3.    | Großer Preis von Deutschland in Dormagen               | bis 67 kg      | hinter Natalja Kuskina, Russland und Kristin Büttner, Deutschland |
| 2007 | 2.    | Austrian-Lady-Open in Götzis                           | bis 67 kg      | hinter Olga Chilko, Belarus, vor Julia Weiß |
| 2007 | 2.    | WM in Baku                                             | bis 67 kg      | nach Siegen über Caroline Cardoso de Lazzer, Brasilien, Darja Karpenko, Kasachstan und Natalja Kuksina und einer Niederlage gegen Jing Ruixue                            |
| 2008 | 1.    | Guelph-Open                                            | bis 67 kg      | vor Meaghan Wilton und Jessica Fitzgerald, beide Kanada |
| 2008 | 1.    | Pan Amerikanische Meisterschaften in Colorado Springs  | bis 63 kg      | vor Sandra Roa, Kolumbien und Tori Adams, USA |
| 2008 | 1.    | Canada-Cup in Guelph                                   | bis 67 kg      | vor Elena Piroschkowa und Adeline Gray, beide USA |
| 2008 | 1.    | Großer Preis von Spanien in Madrid                     | bis 67 kg      | vor Michaela Spoutsova, Tschechien und Stephanie Meierhofer, Österreich                                                                                                  |
| 2008 | 5.    | OS in Peking                                           | bis 63 kg      | nach Siegen über Marianna Sastin, Ungarn und Xu Haiyan, China und Niederlagen gegen Kaori Icho, Japan und Randi Miller, USA                                              |
| 2008 | 1.    | WM in Tokio                                            | bis 67 kg      | nach Siegen über Alexandra Boginskaja, Kasachstan, Suman Kundu, Indien, Kateryna Burmistrowa, Ukraine und Mami Shinkai                                                   |
| 2009 | 1.    | Pan Amerikanische Meisterschaften in Maracaibo         | bis 67 kg      | vor Gloria Zavala Lugo und Aline da Silva Ferreira, Brasilien |
| 2009 | 1.    | Canada-Cup in Guelph                                   | bis 67 kg      | vor Elena Piroschkowa und Adeline Grey, beide USA |
| 2009 | 1.    | Großer Preis von Spanien in Madrid                     | bis 67 kg      | vor Sandra Makela, Schweden |
| 2009 | 1.    | WM in Herning/Dänemark                                 | bis 67 kg      | nach Siegen über Badrachyn Odontschimeg, Mongolei, Sumrud Gurbanhadschijewa, Aserbaidschan, Kateryna Burmistrowa, Yoshiko Inoue, Japan und Julija Bartnowskaja, Russland |
| 2010 | 1.    | Großer Preis von Deutschland in Dormagen               | bis 67 kg      | vor Maja Gunvor Erlandsen und Jenny Aardalen, beide Norwegen |
| 2010 | 1.    | Großbritannien-Cup in Sheffield                        | bis 67 kg      | vor Sara Connolly und Emily Gittins, beide Großbritannien |
| 2010 | 1.    | WM in Moskau                                           | bis 67 kg      | nach Siegen über Maja Gunvor Erlandsen, Mami Shinkai, Ifeoma Iheanacho, Nigeria und Jelena Schalygina, Russland                                                          |
| 2011 | 1.    | Austrian-Lady-Open in Götzis                           | bis 67 kg      | vor Megan Buydens und Timea Siroki, Ungarn |
| 2011 | 1.    | Großer Preis von Deutschland in Dormagen               | bis 67 kg      | vor Mariana Kolic, Frankreich, Nadine Weinauge, Deutschland und Marianna Sastin, Ungarn                                                                                  |
| 2011 | 1.    | Großer Preis von Spanien in Madrid                     | bis 67 kg      | vor Elena Balzer, Deutschland, Kristina Andersen, Norwegen und Sarah Jones, Schottland                                                                                   |
| 2011 | 7.    | WM in Istanbul                                         | bis 67 kg      | nach einem Sieg über Tatjana Sacharowa, Kasachstan und Niederlagen gegen Shelok Dolma, China und Adeline Gray, USA                                                       |
| 2012 | 1.    | Olympia-Qualif.-Turnier in Khissimmee Orlando/USA      | bis 63 kg      | vor Katherine Vidiaux Lopez, Kuba, Luz Vazquez, Argentinien und Sandra Roa Velandi, Kolumbien                                                                            |
| 2012 | 1.    | Großer Preis von Deutschland in Dortmund               | bis 67 kg      | vor Aline Focken, Deutschland, Dorothy Yeats, Kanada und Kristina Feoraschko, Belarus                                                                                    |
| 2012 | 1.    | Torneo Citta a Sassari                                 | bis 67 kg      | vor Dorothy Yeats |
| 2012 | 5.    | OS in London                                           | bis 63 kg      | nach einer Niederlage gegen Kaori Icho, Japan, einem Sieg über Henna Johansson, Schweden und einer Niederlage gegen Sorondsonboldyn Battsetseg, Mongolei                 |

## Kanadische Meisterschaften
| Jahr | Platz | Gewichtsklasse | Ergebnis                               |
| 2001 | 5.    | bis 68 kg      | Siegerin: Christine Nordhagen          |
| 2002 | 2.    | bis 72 kg      | hinter Pam Wilson, vor Ohenewa Akuffo  |
| 2003 | 2.    | bis 67 kg      | hinter Shannon Samler, vor Megan Dolan |
| 2004 | 1.    | bis 67 kg      | vor Viola Yanik und Shannon Samler     |
| 2005 | 1.    | bis 67 kg      | vor Megan Buydens und Stefanie Howorun |
| 2006 | 1.    | bis 67 kg      | vor Megan Buydens und Stefanie Howorun |
| 2007 | 1.    | bis 67 kg      | vor Megan Buydens und Stefanie Buchan  |
| 2008 | 1.    | bis 67 kg      | vor Megan Buydens und Vanessa Wilson   |
| 2009 | 1.    | bis 67 kg      | vor Vanessa Wilson und Meaghan Wilton  |
| 2010 | 1.    | bis 67 kg      | vor Megan Buydens und Lis Williams     |
| 2011 | 1.    | bis 67 kg      | vor Megan Buydens und Amy Dyck         |

## Erläuterungen
- alle Wettkämpfe im freien Stil
- OS = Olympische Spiele, WM = Weltmeisterschaften